# Vaucelles-et-Beffecourt

Vaucelles-et-Beffecourt este o comună în departamentul Aisne din nordul Franței. În 1 ianuarie 2022 avea o populație de 233 de locuitori.